# Jean-Baptiste de Brancas
Pour les articles homonymes, voir Brancas.
Jean-Baptiste-Antoine de Brancas né à Pernes-les-Fontaines en 1693, mort à Aix-en-Provence en 1770, est un membre du clergé français, partisan de la Contre-Réforme. Il est évêque de La Rochelle de 1725 à 1729, puis archevêque d'Aix de 1729 à sa mort.

## Biographie

### Famille
Il est issu de la famille de Brancas, grande maison noble originaire de Sicile dont les membres sont arrivés en France au XIIIe siècle et dont la fortune commence avec l'octroi du chapeau de cardinal à Nicolas par le pape d'Avignon Clément VII en 1378. Il est le 6e fils de Henri de Brancas et de Dorothée de Chelys. À la naissance de Jean-Baptiste-Antoine en 1693, la famille est bien installée dans des fonctions assez considérables puisque son père est baron du Castelet et marquis de Céreste, bien introduit en cour, il obtiendra des postes importants pour ses garçons tant dans la carrière des armes qu'au service de Dieu; un de ses autres fils Louis sera Maréchal de France et l'autre, Henri-Ignace, évêque de Lisieux.
Il est l'oncle maternel de Jean-Joseph de Fogasses d'Entrechaux de La Bastie (1704-1767), évêque de Saint-Malo et de Louis-Henri Fogasses de la Bastie (vers 1714-1754), qui a refusé l'évêché de Lavaur en 1748.

### Jeunesse
Jean-Baptiste-Antoine fait ses études au collège royal de Bourbon à Aix (actuel lycée Mignet) sous la direction des jésuites, puis il se rend à Paris où il prend pension au séminaire Saint-Sulpice tenu par la congrégation des oratoriens. Parallèlement, il suit les cours de théologie à la fameuse faculté de la Sorbonne et dont l'ultime étape sera le doctorat qu'il soutient dans la salle aulique de l’archevêché de Paris.

### Carrière
En 1717, il obtient grâce à son frère Louis, intime du Régent, la commende de l'abbaye bénédictine de Saint-Père de Melun, bénéfice lui rapportant 4 000 livres par an tout en le dispensant de l'administration de l'abbaye ainsi que de la présence. La même année, il est nommé aumônier du Roi et sert donc par « quartier » avec les sept autres aumôniers présents à Versailles, ce qui fait de lui un familier du souverain. En 1720, il est élu agent général du clergé, fonction qui consiste en une sorte de courroie de transmission entre le clergé de France lors de ses assemblées générales, et le pouvoir royal.
En 1725, il est nommé à l'évêché de La Rochelle, de création récente (1648). Consacré par le Cardinal Armand-Gaston-Maximilien de Rohan évêque de Strasbourg il commence à œuvrer comme il le fera plus tard à Aix dans un sens très hostile au jansénisme. En 1729, il obtient le siège métropolitain d'Aix-en-Provence, grâce à l'appui cardinal de Fleury et de son prédécesseur sur le siège d'Aix, monseigneur de Vintimille du Luc. En 1729, le patrimoine des archevêques d'Aix est assez enviable par rapport aux autres diocèses voisins. Ce patrimoine a été élaboré en grande partie grâce au bienveillant René Ier d'Anjou au XVe siècle. Il rapporte à son titulaire plus de 33 000 livres annuelles. L'archevêque a de plus des prérogatives importantes puisqu'il est de facto président de la chambre ecclésiastique d'Aix, et surtout conseiller au parlement de Provence. Mais ce qui fait de lui une pièce maîtresse de l'échiquier politique de la région est la présidence de l'assemblée générale des communautés de Provence, qui comme pour tout pays d'État de l'époque, est l'assemblée représentative qui exprime sous forme de requêtes et de remontrances au souverain les desiderata de la population, et qui défend bec et ongles les privilèges du pays notamment en matière fiscale. Enfin l'archevêque d'Aix est également chancelier-né de la prestigieuse université de droit de la ville.

### Action de Brancas au siège d'Aix-en-Provence
Brancas se montrera durant son mandat très assidu et ne quittera pratiquement jamais son diocèse. Cela ne l'empêchera pas de continuer à cultiver ses relations à la cour; ainsi il a pour soutien principal le cardinal de Fleury ; de plus il est appuyé par l'influent prince-cardinal de Rohan et le cardinal de Tencin qui sera ministre d'état entre 1742 et 1752. Philibert Orry, le Colbert de Louis XV est également bien disposé à son égard. Avec son clergé et les fidèles, Brancas montrera toutes les caractéristiques du prélat animé de l'esprit de la Contre-Réforme. Exerçant une surveillance continuelle sur son clergé, il exigera toujours de celui-ci une vie exemplaire vouée à l'étude et au service des paroissiens, n'hésitant pas à frapper d'exil les curés convaincus de sympathie envers le jansénisme. Charitable, il améliore la condition des plus âgés d'entre eux en créant une caisse chargée de rémunérer ceux que l'âge rend incapable d'assurer leur fonction.
Portant une attention particulière à l'enseignement, il multiplie les écrits et les visites dans les paroisses pour veiller à ce que le clergé dispense une instruction minimale dans les campagnes même les plus reculées. La charité du prélat est proverbiale et il fait bâtir à ses frais l'aile occidentale de l'hôtel Dieu d'Aix. Mais l'aspect le plus marquant de son long mandat est celui des rapports entre politique et religion. Envers les jansénistes, Brancas se montrera impitoyable, encourageant la pratique du refus de sacrements, frappant d'exil certains curés, et surtout entrant en conflit ouvert avec le parlement de Provence dont une grande partie des membres est gallicane. Ce conflit avec le Parlement va connaître son point culminant en 1755 quand Louis XV, devant l'intransigeance de Brancas, enverra en exil celui-ci au château de Lambesc pour calmer les tensions politiques et religieuses. Humilié, Brancas ne réintégrera son palais aixois qu'en 1759. Entre 1760 et 1770, les luttes vont continuer avec le parlement de plus en plus gallican et le prélat défendant ses positions ultramontaines. À cet égard la situation à Aix est représentative de la situation du Royaume dans son ensemble. D'autant que les Jésuites en Provence occupent une position considérable et sont soutenus par Brancas lors des procès divers que le Parlement va établir contre la congrégation jusqu'en 1763, date à laquelle ils seront exclus à perpétuité de toute l'étendue du ressort de la cour.
Quand il meurt en 1770, il apparaît donc comme ancré dans une époque révolue et quelque peu dépassé par les changements profonds de la société qui se sécularise peu à peu, et surtout les lumières, la volonté accrue d'indépendance des Parlements.